# Hyphalia phylira
Hyphalia phylira là một loài bướm đêm trong họ Geometridae.

## Hình ảnh

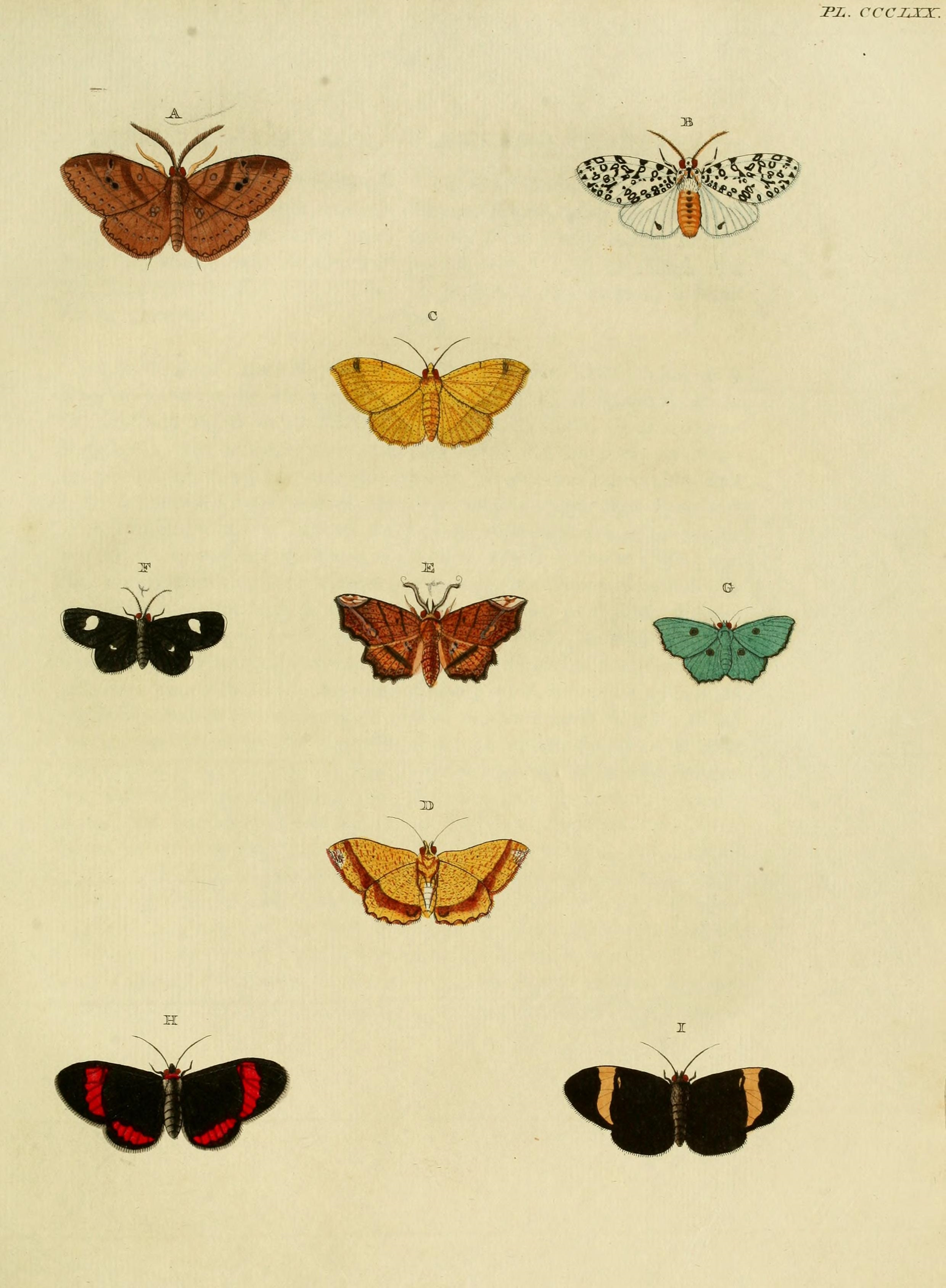